# Miguel de Morillo
Fra Miguel de Morillo, O.P. (Aragó, segle xv-Castella, ca. 1494) va ser un frare dominic, un dels primers inquisidors moderns de Castella nomenat pels Reis Catòlics.

## Biografia
Llicenciat i mestre de Teologia, era membre dels dominics a la Corona d'Aragó, concretament d'un convent de Saragossa. En vacar el càrrec de provincial de l'orde va ser nomenat el 19 d'agost de 1475 provincial d'Aragó i confirmat llur càrrec a Roma el 10 de setembre. Anterior a això, sabem que va ser durant anys inquisidor a Carcassona, de fet encara ho era el juny de 1473 i va assistir al capítol general de l'orde celebrada a Basilea aquell any com a representant de la província d'Espanya. D'altra banda, segons Llorente, va actuar com a inquisidor al comtat del Rosselló.

### Inquisidor a Sevilla
D'acord amb l'opinió de Melgares, el fet de ser un inquisidor d'origen aragonès va ser la raó per la qual Ferran II d'Aragó va proposar-lo com un dels primers inquisidors per ser enviat a Sevilla a controlar els recents conversos al cristianisme. El nomenament oficial es va produir a Medina del Campo el 27 de setembre de 1480 basant-se en els poders d'una butlla de 1478 de Sixt IV, i van nomenar tant Morillo com un altre dominic, Juan de San Martín. A més la reina Isabel I, que no li agradava la inquisició aragonesa, va decidir nomenar també a dos castellans no com a inquisidors però com a assessor i fiscal, a Juan Ruiz de Medina, membre del consell reial, i al seu capellà Juan López del Barco, respectivament.
Tots dos inquisidors van arribar a Sevilla el 1480 i van començar a actuar el 2 de gener de 1481, però molts cristians nous, previnguts, ja havien traslladat els seus domicilis a terres i senyories del duc de Medina Sidonia, del comte d'Arcos, entre altres nobles. Tanmateix, Morillo i San Martín van publicar un edicte on demanaven als andalusos, nobles i rics homes, que lliuressin els heretges i prenguessin els seus béns sota pena d'excomunió. D'aquesta forma van començar a efectuar una gran activitat, rigorosa però amb una actitud prepotent que va posar en guàrdia cristians vells i nous: van començar a detenir a moltes persones, i fins i tot comencen a imposar condemnes de foguera, segons Llorente el primer acte de fe es va fer el 6 de febrer de 1481 amb sis condemnats a ser cremats i la tònica va continuar els mesos següents malgrat que posteriorment es van rebre reprovacions papals. Cal tenir en compte que molts perseguits pels inquisidors eren persones riques i influents, i no van trigar a arribar a Roma nombrosíssimes queixes a causa de l'actuació dels dos dominics, el papa Sixt IV va reprovar l'actitud dels inquisidors en un breu enviat el 1481 als Reis Catòlics, i hi exposava una relació de males actuacions tant de Morillo com San martín, i que calia castigar-los i que perdessin els seus oficis, a més que revocava la provisió dels nous càrrecs d'inquisidors al monarques, una facultat que de fet pertanyia per privilegi al general o provincial de l'orde dels dominics. És segur que sobre el fons de realitat hi havia una total exageració perquè molts volien impedir l'establiment d'aquest nou tribunal. A més, la provisió de càrrecs finalment la va contradir el mateix pontífex, quan poc després ell mateix va nomenar a altres inquisidors per a Castella.

### Destitució
Malgrat els intents del papa per retornar la inquisició a la seva normativa medieval, adscrita l'orde dels dominics, i sense independència, finalment la victòria dels Reis Catòlics que van mantenir a Morillo i a San Martín, que el 1485 s'havien traslladat a Toledo, on s'havia instal·lat el Tribunal de Ciudad Real, fundat el 1483. Però l'ascens del nou papa Innocenci VIII va provocar la seva caiguda, el 26 de novembre de 1487 va declarar suspesos d'ofici a Morillo i San Martín, sense adduir cap mena de raó i saben que gaudien del favor reial, i va exhortar a Tomás de Torquemada que n'escollís a altres més idonis per al càrrec, pel que segurament tenia una bona raó per decidir suspendre'ls en contra de l'opinió dels monarques.

### Inquisidor General
Anys més tard, segons Llorca, i d'acord amb un seguit de documents, el 26 de setembre de 1491 Morillo va ser nomenat inquisidor general, en una teòrica situació d'igualtat amb fra Tomás de Torquemada, si bé n'hi ha que l'han considerat només com a un suplent i ajudant del dominic, malgrat els nombrosos problemes que havia provocat en els seus inicis com a inquisidor durant la seva missió a Sevilla. Aquest càrrec només el va poder exercir uns pocs anys fins que va morir, vers 1494.